# Certamen Internacional de Habaneras y Polifonía de Torrevieja

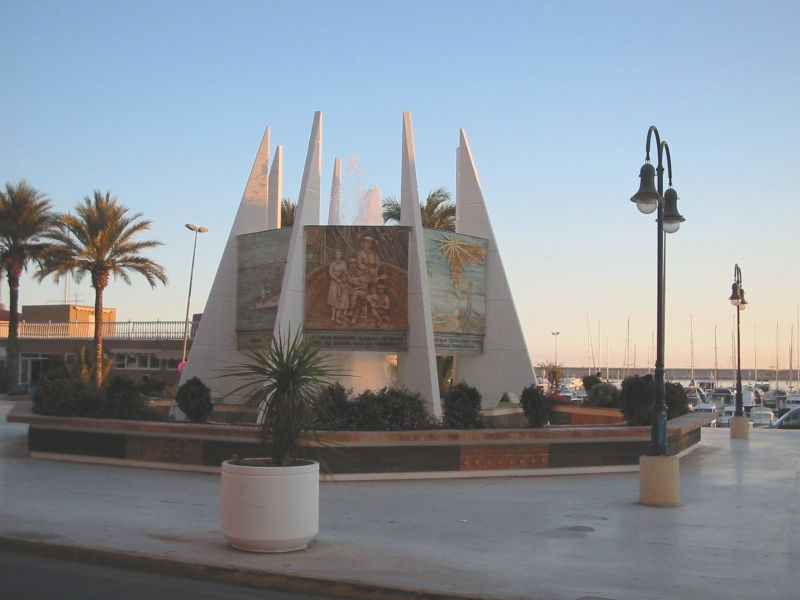
Monumento a las habaneras, en el puerto de Torrevieja.

Nacido en 1955 por iniciativa del entonces Delegado Nacional de Prensa Juan Aparicio, como «Certamen Nacional de Habaneras de Torrevieja», cambió su denominación por la actual de Certamen Internacional de Habaneras y Polifonía de Torrevieja y viene celebrándose todos los años sin interrupción en los últimos días del mes de julio. Está declarado Fiesta de Interés Turístico Internacional.
El Certamen Internacional de Habaneras y Polifonía de Torrevieja supone, tanto para los habitantes de la ciudad como para sus visitantes el placer de poder contemplar un espectáculo mundial en lo que se refiere al canto coral, especialmente a las melodías habaneras. 
Tiene lugar durante varias noches (coincidiendo con el primer fin de semana de agosto) durando una semana, en el recinto portuario de las Eras de la Sal.
Suelen acudir más de mil músicos y coralistas, a los cuales escuchar unos más de diez mil espectadores en directo. Los coros son de cualquier nacionalidad, tanto aficionados como profesionales y actúan al aire libre, en un auditorio a escasos metros del mar.
En la 60.ª edición en 2014, el Coro de Voces Graves de Madrid obtuvo cuatro premios: al mejor director (Juan Pablo de Juan), al mejor coro nacional, segundo premio de habaneras y premio del público.
Los últimos años han emitido un resumen de entre 2 horas y 3 horas de dicho certamen: La 2, Radio Clásica, Radiotelevisión Valenciana-Corporación Valenciana de Medios de Comunicación y Classica TV (Dial 109 de Movistar+ España, Movistar TV (Hispanoamérica)) y Vega Baja TV-RADIO TELEVISIÓN DE LA VEGA BAJA ORIHUELA (toda la comarca de Vega Baja del Segura).